# Секу (Долж)
Секу (рум. Secu) — село у повіті Долж в Румунії. Входить до складу комуни Секу.
Село розташоване на відстані 222 км на захід від Бухареста, 44 км на захід від Крайови.

## Населення
За даними перепису населення 2002 року у селі проживали 565 осіб, усі — румуни. Рідною мовою 564 особи (99,8%) назвали румунську.